# Koning Leo Leeuw
Koning Leo Leeuw, meestal afgekort tot Koning Leo of Koning Leeuw (Engels: King Lion), is een personage uit sommige Walt Disney-verhalen. Hij is een wat oudere leeuw en draagt meestal een versleten pak en een hoge hoed.
Hij komt voor in sommige verhalen die zich afspelen in het Duckstadse Bos. Hij speelt daarin doorgaans maar een kleine rol en werd vooral in de oudere verhalen gezien. Het eerste stripverhaal met Koning Leo Leeuw dateert uit 1946.
Koning Leo Leeuw heeft de naam de heerser van het bos te zijn, hoewel hij in de praktijk zelf vaak juist verwikkeld is in ongure praktijken. De overige bosbewoners hebben maar heel weinig respect voor hem.